# Argiletum Fossae
Le Argiletum Fossae sono una struttura geologica della superficie di Dione.